# Armstrong-CCM Motorcycles
Armstrong-CCM Motorcycles fou un fabricant de motocicletes britànic amb seu a Bolton, Anglaterra, que inicià la seva activitat el 1981, quan el conglomerat empresarial Armstrong esdevingué soci majoritari de CCM. El 1987, Armstrong va vendre el negoci de motocicletes militars de la companyia a Harley-Davidson i va revendre CCM al seu antic propietari, Alan Clews, el qual continuava produint motocicletes a data de 2010.

## Història

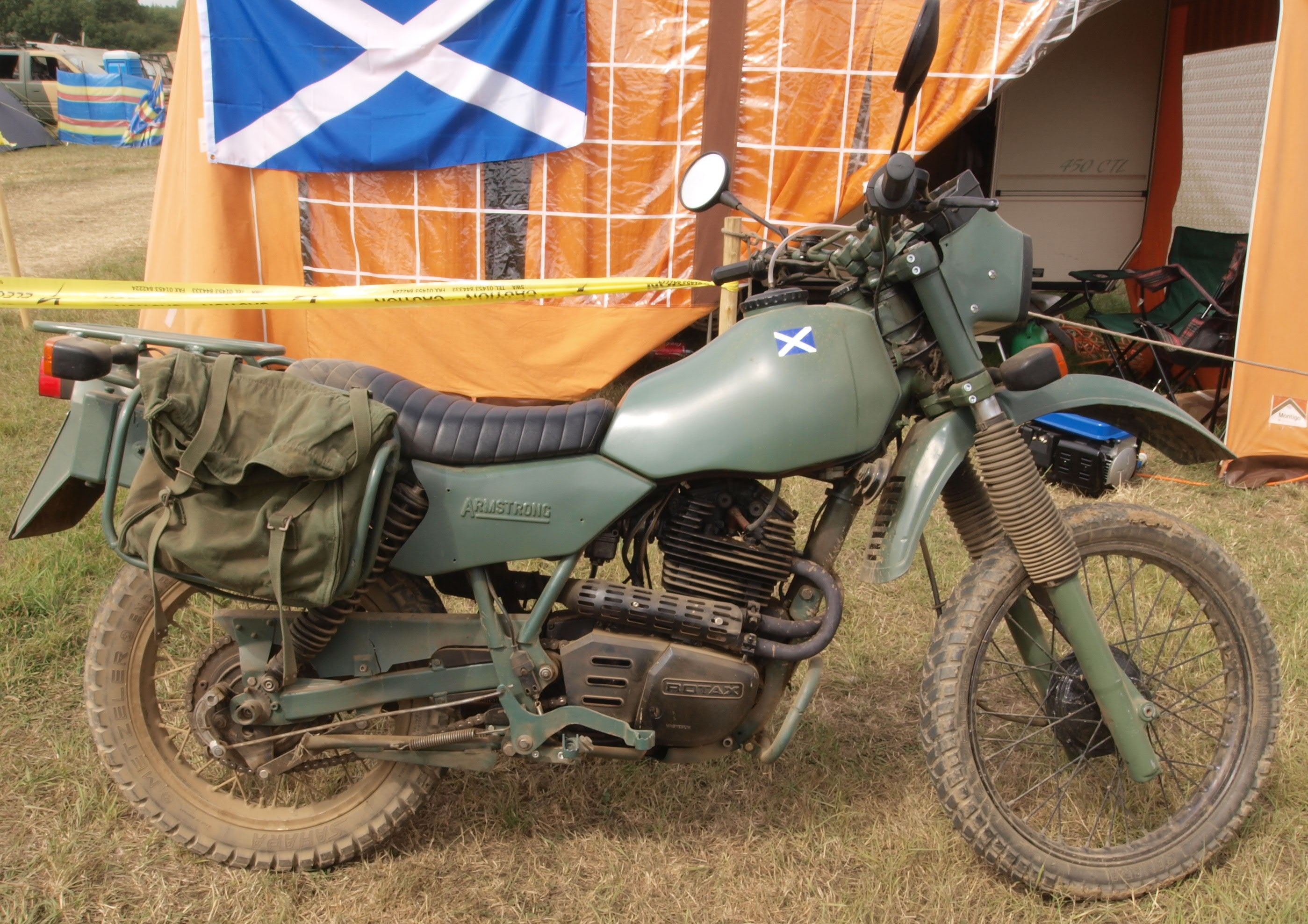
Una Armstrong militar MT 500 amb motor Rotax dels volts de 1984

Alan Clews havia fundat Clews Competition Motorcycles (CCM) el 1971 partint d'allò que en quedava de les motocicletes de fora d'asfalt de l'equip de competició de BSA. Tot seguit, va comprar peces per a produir les seves pròpies motocicletes. El negoci reeixí i la fàbrica es va establir a Bolton.
Durant la major part de la dècada del 1980, Armstrong-CCM va produir prop de 3.500 motos de motocròs i trail, també de trial i de militars fora d'asfalt. Cap al 1984, Armstrong va comprar els drets de la moto d'enduro SWM XN Tornado amb motor Rotax als propietaris italians i, basada en aquella, va desenvolupar la motocicleta militar Armstrong MT500 per a l'exèrcit britànic. També va produir models amb arrencada elèctrica per a les forces armades jordanes i canadenques.
El 1983, la companyia canadenca Bombardier Recreational Products va aconseguir la llicència de la marca britànica i va subcontractar el desenvolupament i la producció de les motocicletes Can-Am a Armstrong-CCM, la qual va produir motos Can-Am fins al tancament de la fàbrica el 1987, quan Armstrong es va desfer del negoci.

### Les Armstrong de trial
A partir del 1981 i fins al final de l'empresa, Armstrong va produir un model de trial equipat amb el motor italià Hiro, el qual havia estat desenvolupat per Sammy Miller per a la fàbrica italiana. Aquesta moto, l'Armstrong CMT, no estava relacionada amb l'antic prototip que havia desenvolupat CCM a finals de la dècada del 1970, sinó que es creà de zero i es tractava d'una lleugera moto de dos temps, inicialment de 310 cc. Del 1982 al 1984, Armstrong participà al Campionat del Món de trial amb John Lampkin i Steve Saunders de pilots, i tots dos hi aconseguiren bons resultats. Amb una Armstrong CMT, Steve Saunders va guanyar el Campionat britànic els anys 1983 i 1984, i Gerald Richardson, l'Scott Trial de 1983.

### Les Armstrong de velocitat
El 1981, quan Armstrong adquirí el control de CCM, Clews va dissenyar una motocicleta de competició per a curses de velocitat. El 1983, Armstrong va produir una motocicleta de Gran Premi de 250cc amb un revolucionari xassís de fibra de carboni. Inspirat en la tecnologia emprada per la indústria de la Fórmula 1, els dissenyadors d'Armstrong Mike Eatough i Barry Hart van crear la primera motocicleta amb un xassís d'aquesta mena per a competir als Grans Premis.
El departament de curses de velocitat d'Armstrong, incloent-hi els projectes, restes d'estoc, utillatge i drets de fabricació, va ser venut a Colin Hopper, de l'empresa de Lancashire CWH Developments. CWH va produir el motor CM36 de 350 cc durant diversos anys com a conjunt de sidecar CWH Armstrong F2 i va subministrar peces per a motos individuals que es van fer servir en curses com ara el TT de l'illa de Man i el Manx Grand Prix fins a finals de la dècada del 1990. El material Armstrong de CWH es va vendre posteriorment a un fabricant de Super Kart de Bolton, el qual va vendre'l després, el 2009, a Rave Motorsports Ltd, de Surrey.
La nova empresa va produir inicialment recanvis per a motocicletes existents amb la idea de tornar a fabricar rèpliques de les Armstrong CM36 de 250 i 350 cc per al campionat Post-Classic. Estava previst que es fes un rellançament oficial de "Rave Motorsport / Armstrong Road Racing" al Festival Vintage Motorcycle Club de Mallory Park (un esdeveniment que congrega 1.000 motocicletes) el juliol de 2010, amb diversos ex-pilots d'Armstrong de Gran Premi i TT exhibint-hi les seves motos.